# Wokingham
Wokingham este un oraș în comitatul Berkshire, regiunea South East, Anglia. Orașul este reședința districtului unitar Wokingham.